# Готи
Го́ти (гот. 𐌲𐌿𐍄𐌸𐌹𐌿𐌳𐌰, Gutþiuda; лат. Gothi, Got(h)ones, грец. Γότθοι) — у II—XV століттях давньогерманське плем'я.  Носії готської мови, мали власну писемність, розроблену готським єпископом Ульфілою.  На початку нашої ери мігрували з побережжя Балтики на територію сучасної України, в межиріччя Дунаю та Дніпра, яка мала назву Оюм. Поділялися на 2 великих угруповання — «західних готів» (вестготи) і «східних готів» (остготи). Первісно — язичники, з IV ст. — християни. Єпископ Теофіл Готський брав участь у Першому Нікейському Соборі. Після гунської навали зі сходу частина готів мігрувала до Римської імперії — на Балкани та до Апеннінського півострова. У Південній Європі вони заснували готські держави — Остготське королівство остготів в Італії (493) та Вестготське королівство в Римській Іспанії (418). Перше було знищене ромеями (553), друге — арабами (721). Кримські готи проживали у князівстві Феодоро, яке було ліквідоване турками-османами у 1475 році. Основне джерело з історії готів — «Гетика» (551). Від імені готів походить готичний стиль європейського образотворчого мистецтва (живопису, скульптури, архітектури, письма тощо).

## Назва

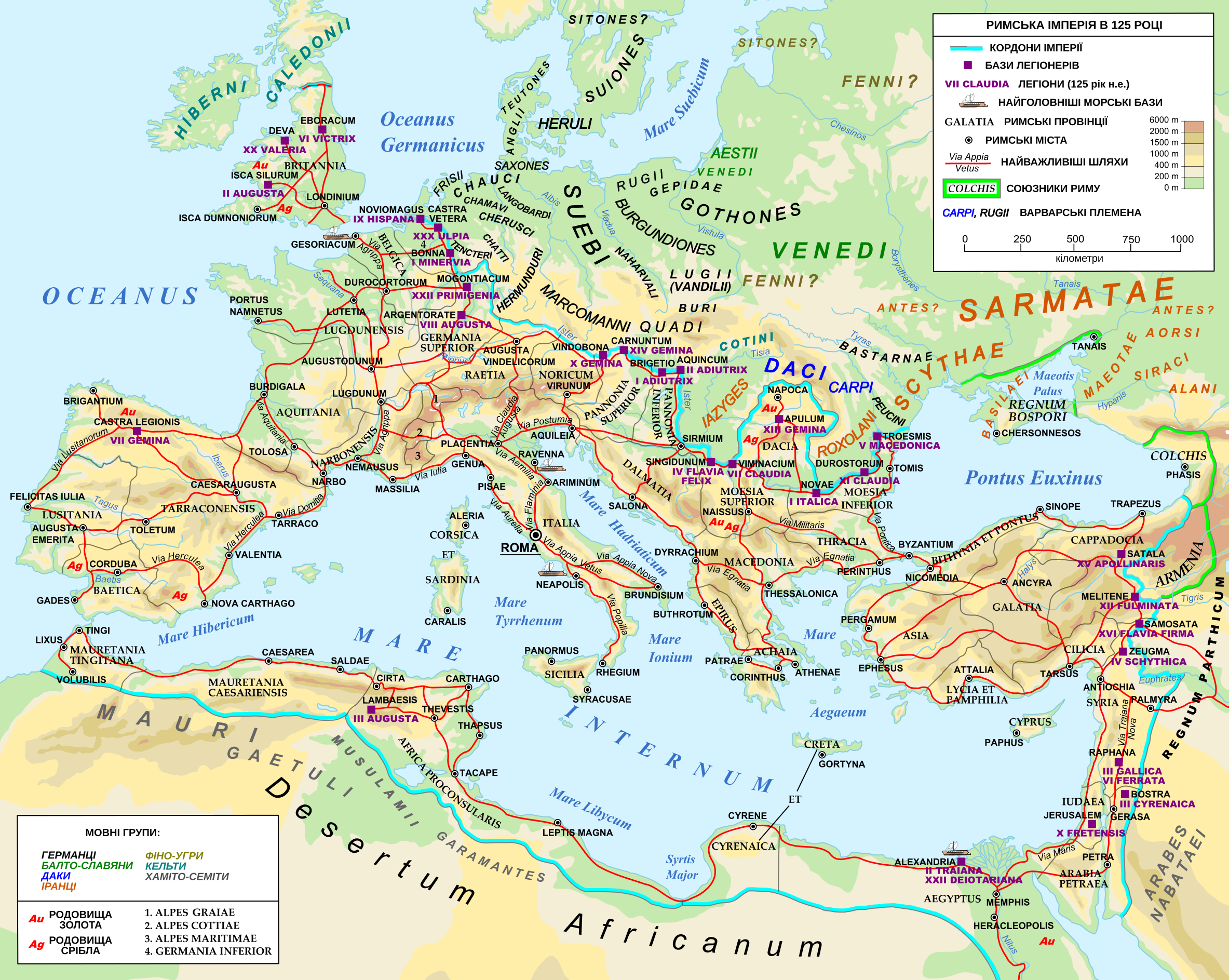
Римська імперія за Адріана згідно Germania Тацита (близько 100 р.) та Geographia Птолемея (130 р.)

Племінну назву готів зафіксовано в декількох варіантах. У готському календарі, що належить до 7 ст., але складений раніше, готи називали себе 𐌲𐌿𐍄𐌸𐌹𐌿𐌳𐌰, gutþiuda — «народ Гутів». Звук [u] зустрічається в найменуваннях готів у рунічних написах 4 ст. на кільці з П'єтроси (Румунія) — 𐌲𐌿𐍄𐌰𐌽𐌹, gutani, «готи». В античних пам'ятках племінна назва готів зустрічається як зі звуком [u], так і зі звуком [o].
Розрізняють дві групи готських племен — вестготи та остготи.
Вестготи відомі також як тервінги (Tervingi, в межах їхньої осілості в районах на північ від Дунаю) або візиготи (V𐌹𐍃𐌹𐌲𐍉𐌸𐌹, Visigoþi). Tervingi означає «лісові люди» (готське 𐍄𐌺𐌹𐌿, triu — «дерево»); Vesi є самоназвою, яка означала щось на кшталт «благородного/доброго».
Остготи відомі як остроготи (𐍉𐍃𐍄𐍂𐍉𐌲𐍉𐍄, Ostrogot) та остроготи-гревтунги (Ostrogotae Greutungi, варіанти: Greothingi, Grutungi, Grauthungi), де Greutungen вільному перекладі — жителі степу. Найстарішою відомою назвою остготів є Austrogoti (Historia Augusta, Vita Claudii 6,2).
Пізніше, в працях Кассіодора, високопоставленого чиновника східноготського короля Теодоріха, назви готських племен подаються як західні (вестготи) та східні (остготи). Окрім того, поряд з остготами та вестготами, він подає також гепідів, які, на думку Кассіодора, є третьою етнічною групою. Гепіди залишилися в основному в сільській місцевості, недалеко від Карпатських гір, і грали політично підпорядковану роль. Вестготи оселилися на північ від Дунаю, остготи осіли в гирлі Дніпра та в Криму. Йордан описує крім західних і остготів іншу, нібито численну групу — Kleingoten, які розташовувалися поблизу Нікополя в Мезії.

## Історія

### Походження

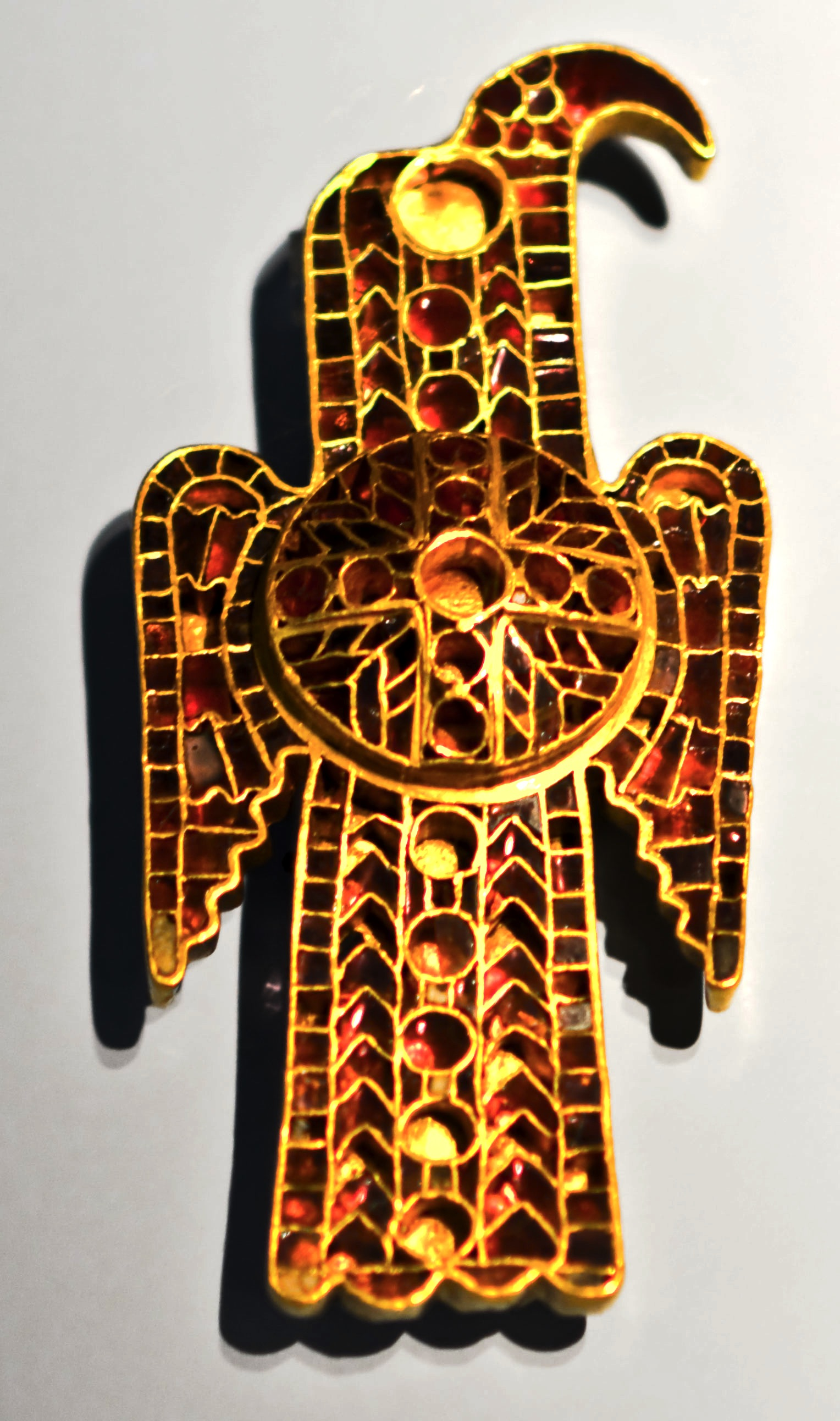
Остготська застібка-фібула у вигляді орла, 500 р., Німецький національний музей, Нюрнберг

Перша згадка про готів зустрічаються в працях істориків Тацита, Страбона і Птолемея, як племена Gotonen. За їх повідомленнями ці германські племена проживали на півдні Балтики, в районі на північ від дельти Вісли. Західними сусідами цих племен на узбережжі Балтійського моря були руги, на південному заході вони межували з вандалами і лугіями.
Пліній Старший (I століття н. е.) включає готів в одну групу з віндилами, бургундами, варинами і каринами. Їх сусідами і, мабуть, одноплемінниками були руги, гепіди і герули.
Найбільшим твором з історії готів була праця Кассіодора — на початку VI ст. за наказом остготського короля Теодоріха, він пише дванадцятитомну працю Gothorum Historia («Історія готів»). Цей твір було втрачено, але його частково використав Йордан (близько 550 р.) при створенні праць De Origine actibusque Getarum і наступної — Getica. Як джерела він використовував різні ранні племінні легенди, які були, можливо, передані в усній формі. Кассіодор як історіографічну модель використовує твір Germania Тацита, і часто ототожнює з готами численні скандинавські й скіфські племена, чиї назви були співзвучні в класичній древній географії та етнографії (особливо часто плутають з готами гетів).
Про перебування готів в Скандинавії і на прилеглих островах свідчать топонімічні назви і дані археології. Можливо, з готами пов'язана назва племені гаутів південної Швеції, острова Готланд (Gothland) і двох південних областей Швеції: Västergötland (Вестергетланд) і Östergötland (Естергетланд). Археологічні дослідження деякою мірою підтверджують це припущення. Про скандинавське плем'я гаутів (Geatas) і героя Беовульфа розповідає давньоанглійська поема «Беовульф» (VIII ст.).
Ерік Оксеншерна (Eric Graf Oxenstierna) зібрав багато археологічних свідчень, щоб у деталях довести, що готи походять з місцевості Гетеборг, яку шведи називають Вестергетланд. На підставі знахідок Оксеншерна представив ряд доказів своєї концепції:
1. На узбережжі Померанії в один і той самий час було сплюндровано стародавні поховання і зроблено нові.
2. У басейні р. Вісла померлих, як і мертвих в могильниках Вестергетланду (до н. е.) поховання проводили без курганів і пагорбів.
3. В могильниках басейну Вісли, як і в похованнях Вестергетланду, які датовані кількома століттями раніше, зброї не виявлено.
4. У той час (I ст.) у Привіслинській області повністю зникає чорна кераміка бургундського стилю, а з'являється кераміка нижчої якості, причому одночасно з подібною керамікою в Вестгетланді.
5. Бронзові прикраси змінюються залізними. З'являються пишні жіночі поховання.[2]

Існує значний обсяг лінгвістичних доказів, що пов'язують готську мову до старогутнійської (Forngutnisk), якою розмовляли жителі о. Готланд до XVII—XVIII ст. Цей факт є важливим з тієї причини, що готи, ймовірно, населяли острів, регіон і північні польські рівнини приблизно з початку нашої ери до 200—220 років, коли племена готів вперше почали з'являтися на березі Чорного моря.

У середині І ст. германські племена готів рушили на південь — зі Скандинавії на континент, висадившись у районі гирла Вісли. Їх прибуття ототожнюють із виникненням Вельбарської культури. Готський історик Йордан (VI ст.) двічі згадує про цю подію у своєму творі «Про походження та діяння готів»:
|  | Ти повинен пам'ятати, що спочатку я розповів, як готи вийшли з надр Скандзи зі своїм королем Берігом, витягши всього тільки три кораблі на берег по цей бік океану, тобто в Готіскандзі. |

Три кораблі короля Беріга пов'язують з трьома основними племенами готів — остготами, вестготами та гепідами.
Далі, в перших століттях нашої ери, вони займають територію в гирлі р.Вісла, недалеко від бургундів (за Птолемеєм вони жили в басейні Варти до Вісли) і вандалів (за Діоном Кассієм вони мешкали у Сілезії).

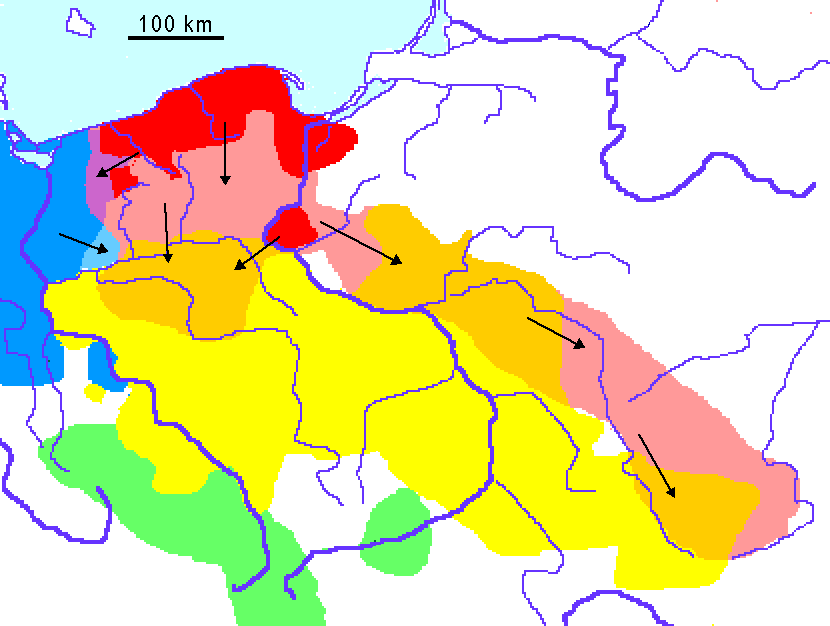
Археологічні культури початку н. е.
— Оксивська культура,
— Вельбарська культура,
— Ясторфська культура,
— Пшеворська культура (II ст.)

Поселення готів на континенті поблизу гирла р. Вісли звалося Gothiscandza (<* Gutisk-andja — готський берег), що як вважається, знайшло відбиток в імені міста Гданськ. Руги були відтиснені готами від гирла Вісли, а вандали, що жили в низів'ях Вісли ближче до Ельби, були приборкані.
Традиційно вважається, що в II ст. готський король Філімер вирішив покинути територію в гирлі Вісли, де вони перебували впродовж п'яти поколінь — готи повільно мігрують уздовж р. Вісла до Дунаю та Чорного моря. На своєму шляху вони витіснили маркоманів, які домінували в моравському регіоні Чехії, викликавши цим Маркоманські війни між германськими племенами і римлянами. Про це писав готський історик Йордан у своїй праці «Гетіка» («Getica»), 
|  | ...розгромивши місцеві племена, готи за короля Філімера досягли Скіфії, яка знаходиться біля Понтійського моря. |

За свідоцтвом Йордана, готи спочатку оселились біля Меотійського болота, потім розселились у Мезії, Фракії та Дакії, а згодом знову у Скіфії. Пам'ятки вельбарської культури почали з'являтися в басейні Західного Бугу з 190 року, спочатку на території Мазовїї, Підляшші та Люблінщині, а в III сторіччі на Волині. У 200—250 роках носії культури перемістилися в басейни Дніпра, Південного Бугу, а потім Дністра і Пруту.
На сьогодні частина істориків висловлює думку, що готи утворилися внаслідок злиття різних племен, причому назва «готи» стосувалася групи племен з особливим авторитетом (можна порівняти з етнонімом «гуни»). Як доказ вони наводять те, що в їх похованнях відсутня зброя, що не характерно для германських племен, але це є досить спірним аргументом. Деякі дослідники взагалі заперечують будь-який зв'язок між вельбарською культурою та готами, припускаючи, що не було ніякої міграції готів до III ст., а етногенез племені мав місце на Дунаї, в безпосередній близькості від Римської імперії. Наразі питання походження готів є дискусійним і залишається відкритим.
Вважають, що готи також взяли участь у формуванні Черняхівської культури, яка належала до різних етнічних груп.
На початку III ст. готи просуваються на південь і поширюються від Дунаю до Дніпра. З середини III ст. готи починають здійснювати спустошливі набіги на Римську імперію. Після поразки військ готів імператором Клавдієм II, вони осіли в причорноморських степах, де вони розділилися на остготів і вестготів. Кордон між ними проходив по Дністру.
Ці два основних готських племінних союзи мали й інші назви: Greutungi — ' степові готи ' для остготів і Tervingi — 'лісові готи ' для вестготів.
258 р. готи захопили Крим. Кримські готи протягом багатьох століть зберігали свою мову — ще в XVI ст. фламандцю Бусбеку при зустрічі з кримським готом в Константинополі вдалося записати близько 70 слів. Лише в XVIII ст. кримські готи остаточно зникають серед місцевого населення.

### Війни з Римською імперією

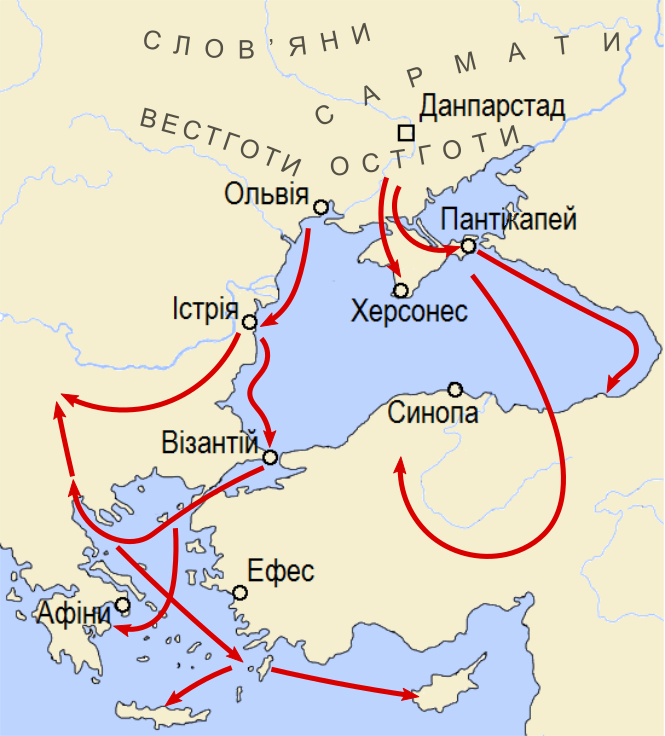
Напади готів та їхніх спільників на Римську імперію у другий половині III сторіччя

Безперечним є той факт, що готи з'явилися в Дунайському регіоні та на північно-західному узбережжі Чорного моря вже на початку III ст. На думку багатьох дослідників, це підтверджують археологічні дані, що свідчать про переміщення носіїв вельбарської культури та виникнення Черняхівської культури (в основному на території сучасної України). Цей історичний період збігся з найбільшою кризою Римської імперії.
Досить впевнено можна говорити про історію готів з 238 року, коли готи, перетнувши Дунай, вторгнулись в римські провінції — саме тоді про них досить часто почали писати римські та грецькі історики.
Готів, які 238 року проникли на територію Римської імперії, джерела спочатку називали «скіфами» (Skythai, історик Публій Геренній Дексіппус), але це є явним анахронізмом — таким терміном у давній історіографії називали численні варварські племена, які з'явилися в регіоні Чорного моря. Цього року вони разом із карпами розграбували римські міста на південь гирла Дунаю. Після отримання викупу вони покинули територію Імперії. Через десять років, після розгрому карпів, імператор Філіп Арабський припиняє виплати готам і вони під проводом короля Кніви 250 року вторгнулись на територію провінцій Дакія, Фракія, Мезія та Іллірія. Війська імператора Деція були розбиті в декількох боях і він сам загинув у битві біля міста Абрітта(251 р.)
Наступний імператор Требоніан Галл був готовий повернутися до виплат готам, але був повалений Еміліаном. Вилазки готів у Фракії і Мезії було відбито, але в 254 році готи дійшли до Салонік.
З 255 року готи рушають в морські походи, спочатку в східній частині Чорного моря, пограбувавши разом із боранами 256 року міста Пітиус (Піцунда) і Трапезунд. 257 року готи вперше перетнули Босфор, захопивши декілька міст в Малій Азії. Друга хвиля вторгнень готів почалася в 263 році, коли готи, за підтримки герулів, перетинають Дарданелли, та грабують Пелопоннес та Візантію 267 року. 268 року вони зазнали нищівної поразки від військ Клавдія II в битві при Найсусі (Naissus) (Ніш, Сербія) і були витиснені за Дунай 271 року. Його наступник, Авреліан, розбиває готів, цим самим на деякий час стабілізуючи ситуацію на Дунаї. Готи оселяються на північ від Дунаю, де створили незалежне королівство у щойно покинутій римлянами провінції Дакія.

### Поділ готів та подальша історія
У III сторіччі готи розділилися на дві гілки: остготи (остроготи, гревтунги), якими правила династія Балтів і вестготи (візіготи, тервінги) під проводом династії Амалів.

## Гревтунги (остготи)

### Оюм

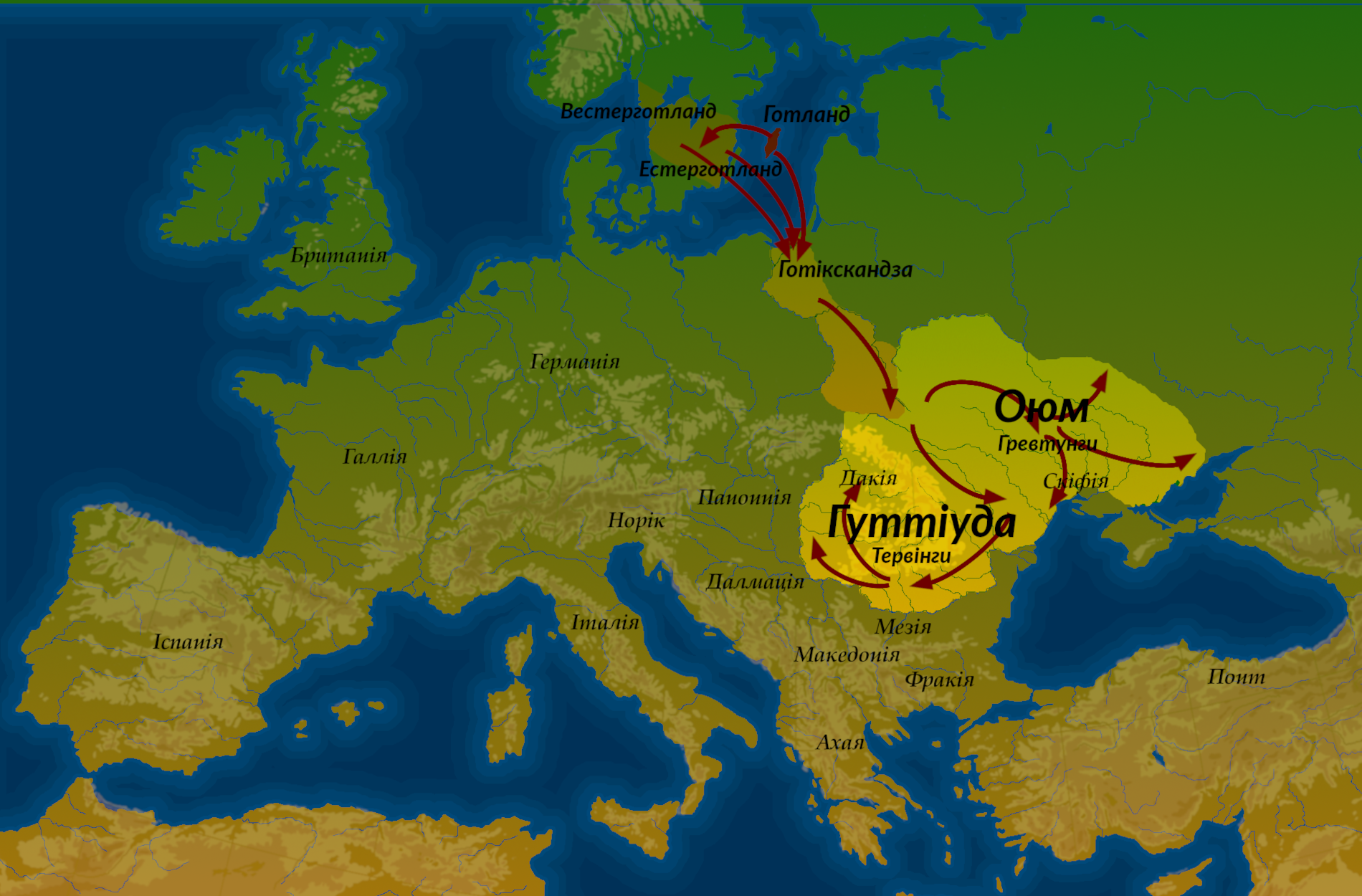
Поширення готів (приблизно)
— Готланд,
— Геталанд,
— Вельбарська культура,
— Черняхівська культура

У IV ст. зіткнення готів з римлянами поновлюються. У причорноморських степах утворився могутній племінний союз на чолі з остготами, який досяг найбільшої могутності за короля Германаріха, який походив з царського роду Амалів, що колись правили всіма готами. Спершу він був конунгом одного племені, але потім об'єднав під своєю рукою сусідні фінські та слов'янські племена. Про територію гревтунгів за короля Германаріха, який правив до навали гунів 375 року, немає точних відомостей. За Йорданом, володіння Германаріха простягалися від Тиси до Волги і гирла Дону, від Чорного до Балтійського або й навіть до Білого моря — Йордан повідомляє у главі 119 Getica, що Германаріх наніс поразку слов'янському народу Venethi, а у главі 116, він перераховує деякі з раніше підкорених народів, з яких лише деякі можна ідентифікувати та локалізувати. Merens та Mordens є Меря та Мордва. Imniscaris може бути ідентифіковано як Мещера. Не можна впевнено ідентифікувати народ Wasinabroncas. Rogas Tadzans, готське *Rōastadjans — «прибережні Волги» (Рос — готське запозичення мордовської назви Волги). Scytha з golthe Scytha Thiodos — готське *Golthethiodos («Золота людина»). Цю назву пов'язують з Уралом, оскільки там було знайдено золото. Виходячи з цього можна говорити що Германаріх підкорив племена, які проживали в районі рік Оки, Волги, до Уралу.
Найбільші оцінки території королівства гревтунгів — від Балтійського моря до Уралу, що, на думку більшості сучасних учених, є певним перебільшенням, оскільки немає впевненості в тому що Германаріх панував серед усіх гревтунгів. Безумовно він правив на території сучасної України та серед деяких інших етнічних груп. Основна причина того що королівство Германаріха мало такий розмір — це контроль за торгівлею, адже в цих краях пролягали шляхи постачання хутра з Півночі, золота Уралу, воску і меду. Перемога Германаріха над герулами, які проживали на Дону мала сенс тільки з точки зору торгівлі. В аспекті контролю над торгівлею королівство Германаріха було попередником пізнішої Київської Русі.
Вплив на готів іраномовних степових народів проявив себе в тому, що значну частину війська гревтунгів складали вершники в броньованих обладунках — на відміну від тервінгів, у війську яких переважали піхотинці. Готські воїни-вершники мали по два коні і могли долати великі відстані.

### Війна з гунами

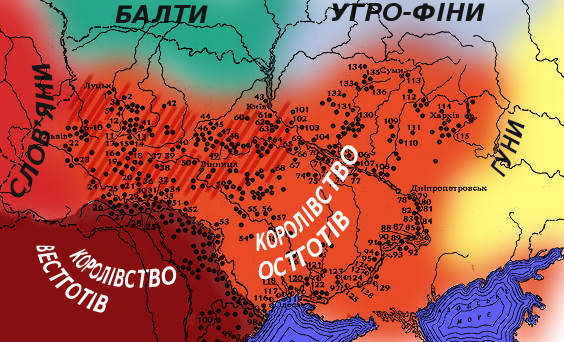
Північне Причорномор'я в IV ст.

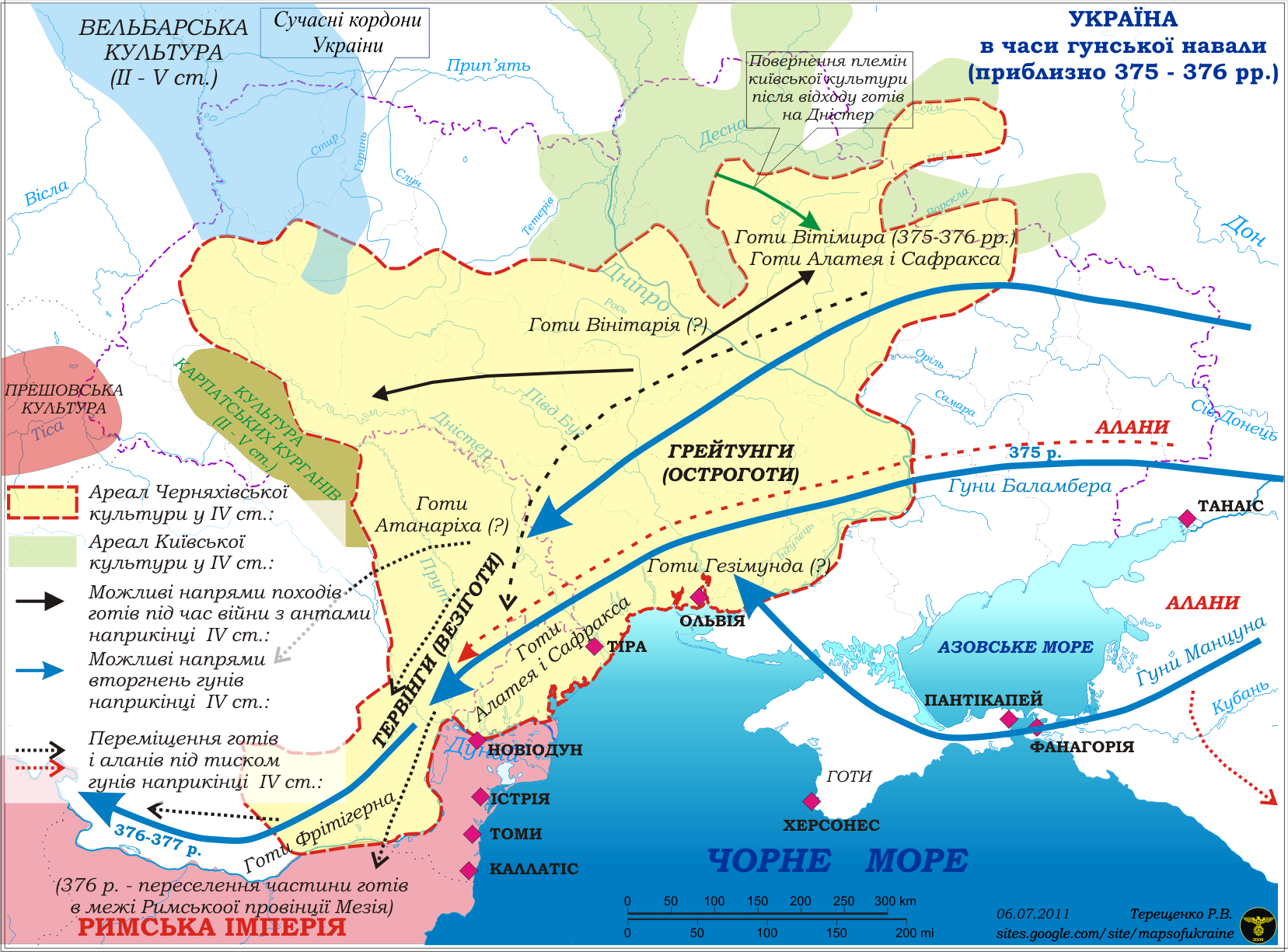
Оюм

У 375-му році гуни перейшли Дон і підкорили царство аланів. Таким чином перед Германаріхом постала проблема війни з гунами, війська яких були найбільш боєздатною силою того часу. Йому було більше ста років, і хоча він виступив проти гунів, але двічі був розбитий. Не стерпівши сорому, враховуючи наближення небезпеки та перспективу полону, він покінчив життя самогубством (за Амміаном Марцелліном) в 373 році. Його наступник Вінітар відчайдушно боровся з гунами, але зазнав поразки і поліг на полі бою. Через всього один рік опір остготів було зломлено, готська держава впала під ударами гунів — королівство остготів було завойовано ними в 370-х рр. Ця подія, як і багато інших подій історії готів, знайшла відображення в німецькому героїчному епосі «Пісні про Нібелунгів». Уцілілі остготи, на чолі з воєначальниками Алатеєм і Сафрі, під прикриттям табору вестготів (останні підкорилися гунам і ті залишили їх жити на рідних землях), відступили до Дністра, врятувавши малолітнього сина Вінітара.
Значна кількість готів потрапили під владу гунів, але численна група гревтунгів і алан відійшла в межі Римської імперії, і за рік по тому вони допомогли тервінгам (вестготам) в битві проти римлян.
Більшість гревтунгів та гепіди разом з гунами посунули на Захід, меншість залишилась в Криму, утворивши власну специфічну культуру. Навіть у XVI ст. на півострові зберігалася готська мова — фламандський посол Ожьє Гіслен де Бусбек зустрічався в Стамбулі з кримськими готами.
Готи пристосувалися до життя в багатонаціональній імперії гунів. Пріск повідомляє, що готська мова в імперії гунів Аттіли була важливою лінгва-франка. Серед готів з'являється звичай деформації черепа, який до того був поширений у гунів, гуни часто брали готські імена, готи — імена гунів. Римський історик Пріск писав про гунів:
|  | ...після війни вони живуть спокійно і безтурботно, кожен користується тим, що у нього є |

Багато остготських воєначальників і навіть нащадки Амалів зустрічаються серед полководців Аттіли, до військ якого входили й загони остготів. При Феодосії частина остготів була поселена в Лідії і Фригії. Після поразки гунів, очолюваних Аттілою, на Каталаунських полях у 451 р., остготи повернули собі незалежність (454). Після смерті Аттіли його держава розпалася, і остготи оселилися в Паннонії, повставши проти гунів на чолі з трьома хоробрими братами з роду Амалів, Валамером, Теодемером і Відемером. У 454 році відбулася вирішальна битва в Паннонії, на річці Нетаде, де син Аттіли, Елах, загинув, а гунів було розбито.
476 року один з германських воєначальників, Одоакр, який перебував на службі у римлян, скинув з престолу останнього римського імператора. Цей рік вважається роком падіння Римської імперії.

### Королівство остготів
Остготи часто нападали на Іллірію, вимагаючи сплати данини, а згодом включили Іллірію і Далмацію разом з Італією до складу своєї держави, яка отримала назву Остготське королівство. Вони уклали союз з Гензеріхом для нападу на Східну Римську імперію. У 454 році улюблена наложниця Теодемера, Ереліва (Евсевія або Єлена), народила сина Теодоріха, якого згодом прозвали Великим. У дитинстві його відправили заручником у Константинополь, де він виховувався і отримував освіту. Повернувшись до батька у 18 років, він успадкував його володіння близько 475 року, а 481 року став єдиним королем всіх остготів. З відома імператора Флавія Зенона, Теодоріх вирушив у похід в Італію, де царював тоді Одоакр.
Взимку 488 готи зібралися з Паннонських рівнин і під проводом Теодоріха рушили до Італії. Завдяки міцним стінам Равенни, Одоакр декілька років захищався, але 493 року з ним був укладений мирний договір, за яким вони з Теодоріхом повинні були правити Італією разом. Через деякий час Теодоріх убив Одоакра і залишився єдиним правителем Італії. Але Теодоріх не був імператором: він був намісником імперії (dominus rerum) і готським королем. Його відносини з Візантією були фальшиві. Йому необхідно було жити в мирі з нею, та одночасно він хотів бути незалежним правителем. Зовнішня політика Теодоріха мала мирний характер; він був найстаршим серед всіх варварських королів. Він бачив себе і остготів як посередників між античним і варварським світом. Родина Теодоріха отримала римську освіту. Сам аріанин, він відрізнявся віротерпимістю, але релігійний антагонізм готів-аріан і католиків-римлян був головною перешкодою успіху його прагнень. При дворі Теодоріха жили Сіммах, Боецій і Кассіодор; з'явився у остготів і національний історик Йордан.

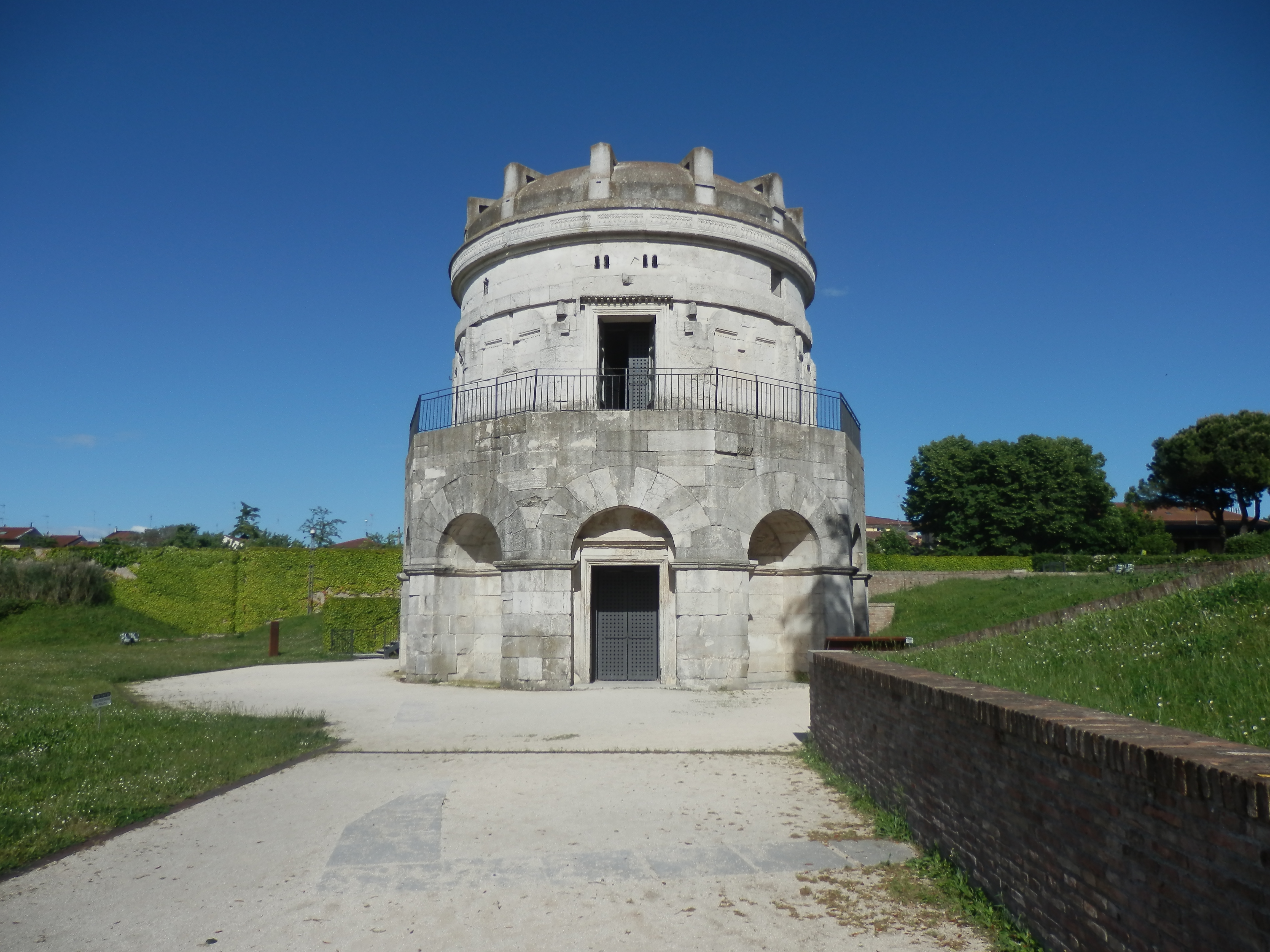
Мавзолей Теодоріха

Релігійні розбрати служили приводом для зіткнень з Візантією, тому під кінець життя Теодоріх почав переслідувати римських сенаторів і католиків. 526 року Теодоріх помер, і з того часу почався швидкий занепад остготського королівства, яке при Теодоріху досягло найвищого ступеня своєї могутності.
Наступницею на троні стала дочка Теодоріха Амаласунта (526—534 роки), як опікунка свого малолітнього сина Аталаріха. Вона була розумною і освіченою, але готи її не любили за заступництво римлянам. Вона повернула дітям Боеція і Сіммаха конфісковані маєтки батьків, керувала в своїй діяльності радами Касіодора, а свого сина Аталаріха примушувала займатися науками.
Проіснувало остготське королівство в Італії до 555 року, після завоювання візантійським імператором Юстиніаном Італії в 535—555 рр.

### Князівство Теодоро
Частина готів залишилася у Причорномор'ї спочатку у Східному Криму та Тамані, згодом під натиском численних ворогів, які приходили з Великого степу, вони переселилися в безпечніші регіони — Південне узбережжя Криму та у гористий Крим. Цей край з VI до XV століття називали Готією.

## Тервінги (вестготи)

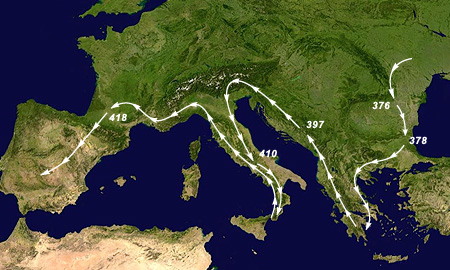
Розселення готів

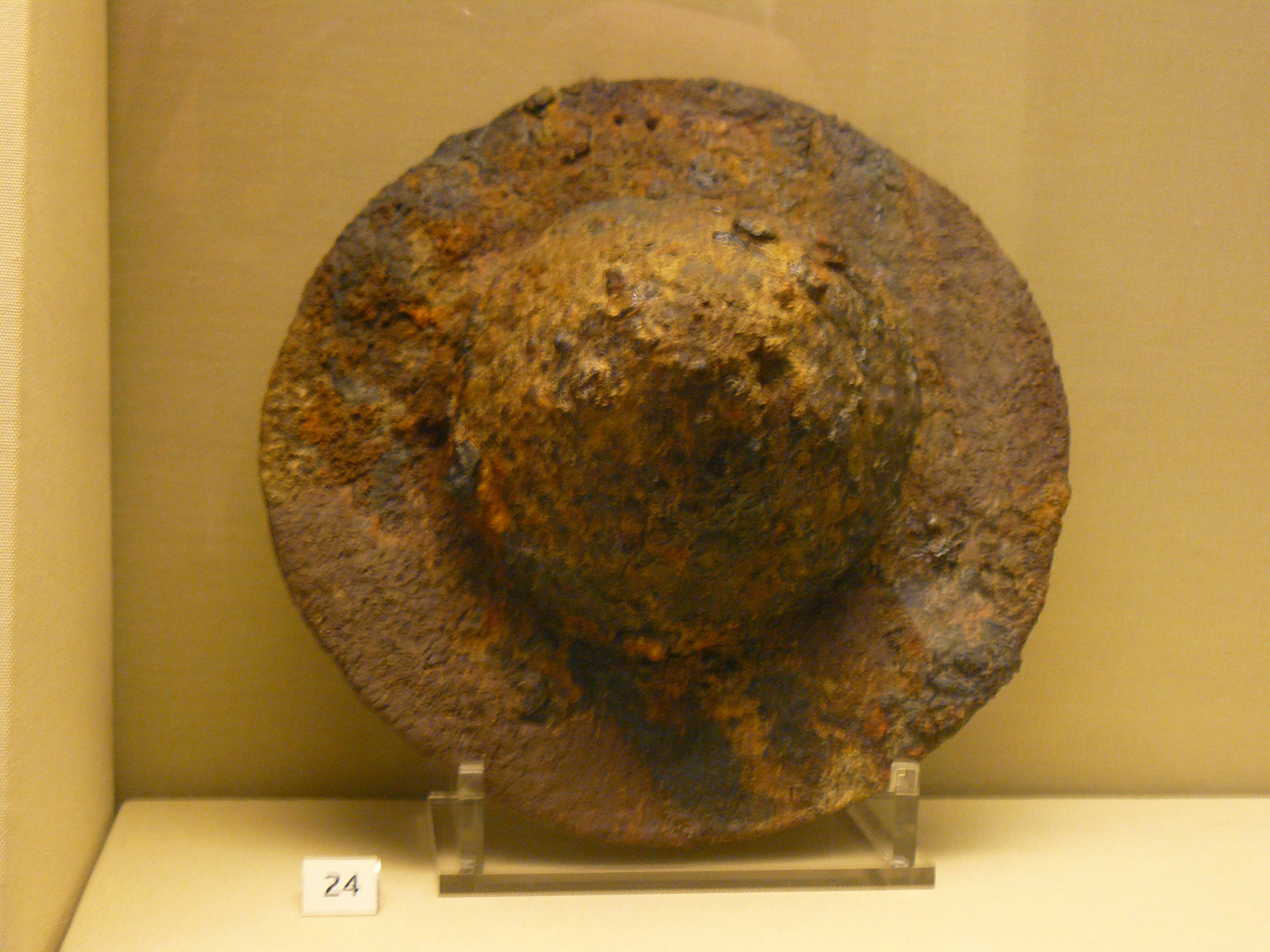
Умбон готського щита (IV—V ст.), Керч (Крим, Україна)

Вестготи вперше з'явилися в історії як окреме плем'я в році 268, коли вторглися до Римської Імперії на Балканський півострів. Вестготи пройшли через римські провінції Паннонію (Pannonia) та Іллірію (Illyricum) — і навіть загрожували самій Італії. Але влітку вестготам було завдано поразки в битві на місці сучасного італійсько-словенського кордону, а у вересні були розбиті у битві під Нишем (Naissus).
Протягом наступних 3 років їх було витіснено за Дунай імператорами Клавдієм II і Авреліаном. Проте вони залишилися в колишній римській провінції Дакія, яку Авреліан покинув 271 р.
Під тиском гунів король вестготів Фрітигерн (Fritigern) 376 року попросив у імператора Східного Риму Валента дозвіл поселитися зі своїми підданими на південному березі Дунаю. Валент дозволив і допоміг готам перетнути річку (ймовірно, біля фортеці Дуросторум (Durostorum)). Незабаром внаслідок голоду почалась Готська війна (377–382), під час якої Валента було вбито в битві під Адріанополем (Adrianople) 9 серпня 378 р.
Протягом IV століття під впливом торгівлі та військових угод зі Східною Римською імперією остготи та вестготи у значній мірі романізувалися. У цей час вони прийняли християнство у формі аріанства.

### Королівство вестготів
Вестготи під проводом Аларіха захопили Рим у 410 році. 418 року Флавій Август Гонорій надав вестготам Аквітанію, де вони завдали поразки вандалам, де створили своє власне Тулузьке королівство, в яке входила територія Галлії на південь від Луари. До 475 р. вестготи захопили більшу частину Іберійського півострова. Вестготи були розбиті королем франків Хлодвігом у 507 році, залишили на його користь південну Галлію і відійшли у Іспанію, заснувавши Іспанське королівство, яке проіснувало до завоювання його маврами (арабами) в 711 р. — після битви при Гвадалете королівство вестготів було знищене.

## Культура та господарство

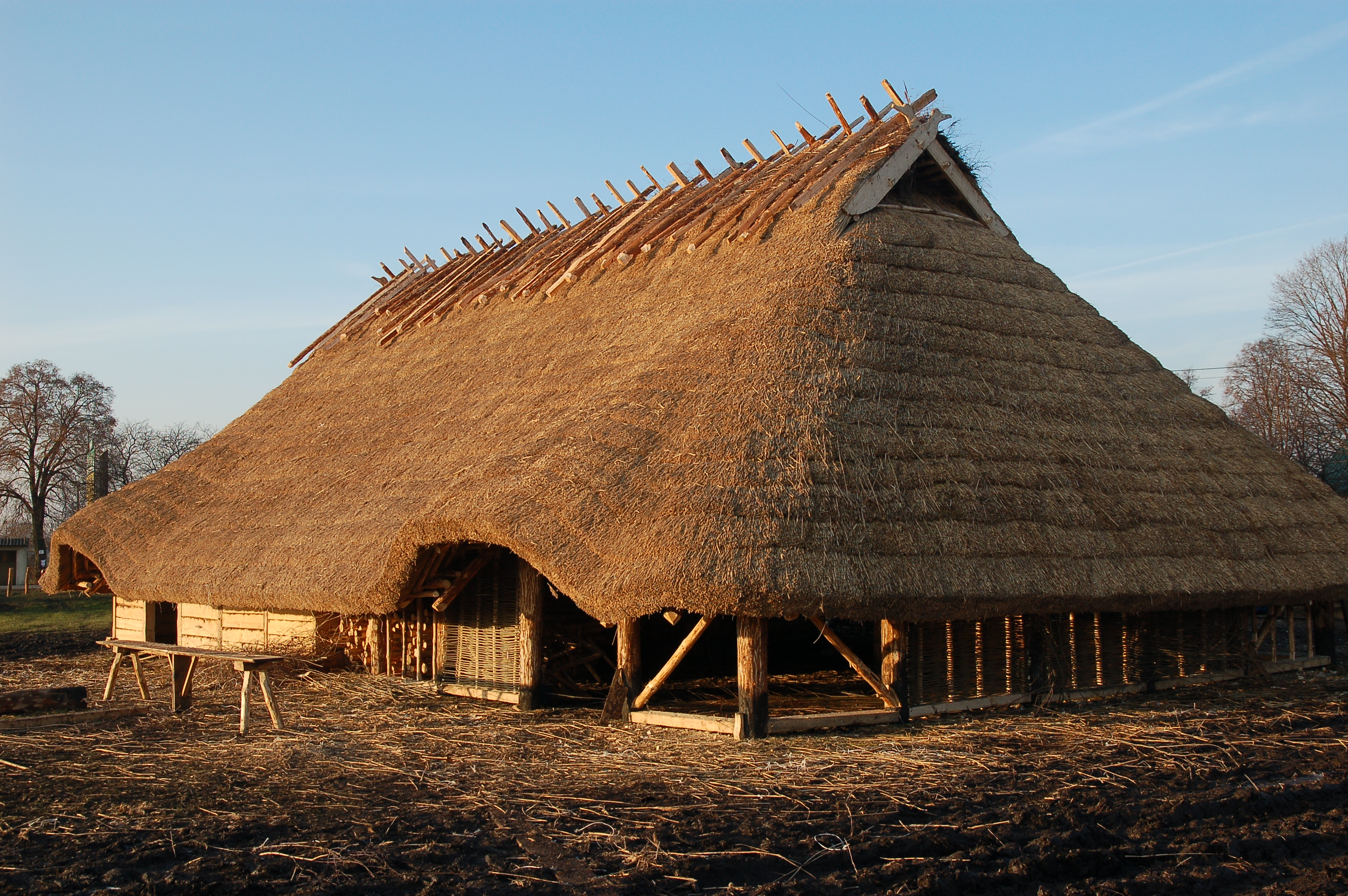
Реконструкція житла готів (II—III ст.) поблизу Грубешова (Польща)

Германські племена, об'єднані готами, залишили після себе на території України пам'ятники так званої вельбарської та черняхівської культур. У найбільш чистому вигляді матеріальна культура готів представлена поселеннями, могильниками та скарбами на території Волині, від Західного Бугу до Горині та Случі, у межах Волинської, Рівненської та північної частини Хмельницької областей. Ці пам'ятники з'явилися тут у сформованому вигляді. До найбільш вивчених і відомих належать вельбарські могильники в Дитиничі, Любомлі, Баєві, поселення в Лепесівці, Боратині, Загі-II, Линіві, Пражеві.
Матеріальна культура готів в Україні має багато спільних рис з готськими старожитностями північних і східних регіонів Польщі I-III ст., хоча відрізняється і рядом особливостей, викликаних впливом місцевого культурного середовища, іншими напрямками культурних та економічних зв'язків. До таких особливостей належать: відсутність курганних поховань, наявність керамічного комплексу кружальної кераміки провінційно-римського типу (черняхівської), дещо інший характер металевих частин одягу, наявність значної кількості елементів матеріальної культури пшеворських (східногерманських) племен.
Найбільш ранні пам'ятки вельбарської культури датуються в Україні останньою чвертю II ст., а найбільш пізні — кінцем IV ст. Весь цей час культура проіснувала в незмінному вигляді лише на Волині. Новим елементом, який з'явився в другій половині III ст., була гончарна кераміка черняхівської культури. Її кількість на різних пам'ятниках становить від 3 до 90 %. Така різниця в кількості цієї кераміки на поруч розташованих поселеннях пояснюється, очевидно, рівнем розвитку громад, які проживають на них, контактами з черняхівським середовищем. На території Південної та Східної Волині, на Поділлі, Подніпров'ї, в зонах особливо активних контактів з носіями черняхівської культури, готи мали змішані вельбарсько-черняхівську культуру. На території Середнього Подністров'я, Північного Причорномор'я, в Криму вельбарські пам'ятки розташовані серед черняхівських старожитностей, залишених слов'янами, дакійцями, скіфо-сарматами, або входили до них як один з компонентів. Всі вони датуються від середини III ст. н. е.. Це свідчить про особливу сприйнятливість германських племен до елементів культури місцевого населення.
У вельбарських і черняхівських поселеннях існували житлові споруди, господарські будівлі, ями-погреби. Житла наземні, напівземлянкові і землянкові. Перші мали подовжено-прямокутну форму площею 60-120 кв.м. і складалися з двох і більше камер. Одна камера часто використовувалася для утримання худоби або була майстернею. Широко відомі невеликі наземні житла прямокутної форми площею 12-20 кв.м. Стіни жител були стовпово-плетеними, стовповими і штукатурилися глиною. Напівземлянкові і землянкові житла мали овальну, прямокутну або неправильну форму площею 12-20 кв.м. Приміщення опалювалося вогнищем з глиняним подом, рідше глиняного пічкою. Господарські приміщення використовувалися під сховища продуктів землеробства і тваринництва, для утримання худоби, для майстерень.
Могильники готів плоскі, без конструкцій на поверхні. Панівним був обряд трупоспалення. Залишки кремації поміщалися в ямку (ямні поховання) або засипалися в посудину-урну (урнові поховання). Разом з останками знаходилися дрібні речі — прикраси, посуд, знаряддя праці, рідко предмети озброєння. На могильниках відомі жертовні ями, куди зсипалися залишки тризни. Кераміка виготовлялася ручним способом. Для приготування їжі використовувалися горщики, а для збереження запасів їжі — глибокий посуд, миски. Їх верхня частина добре випрасуваний, а корпус прикрашений рустом. Столова кераміка — миски, вази, стопки, кухлі, відрізняються лощеною поверхнею, різноманітністю форм. Посуд чисто орнаментована врізними лініями різних комбінацій, наколами, складовими геометричні малюнки. Серед деталей орнаменту заслуговують уваги невеликі, вертикальні, глухі вушка (псевдовушка), розташовані під шийкою. З другої половини III ст. готи, як і інші народи, що входили до складу черняхівської культурної спільності, широко використовували кружальну кераміку в господарстві, в основному як столовий посуд та сховища для продуктів харчування.
Значну частину речей складають прикраси — металеві частини одягу: фібули, підвіски, шпильки, браслети, намиста, персні, пряжки. Вони виготовлялися з заліза, бронзи, срібла і золота. Особливо знаменитими були готські жіночі прикраси, що складалися з двох великих срібних кільчастих фібул і масивної пряжки. Такі речі добре відомі з могильників в Криму.
Головним заняттям готів, що проживали в Лісостеповій частині України, в Криму, було землеробство, основа розквіту ремесел і торгівлі процвітання сільських громад і народу в цілому. Рівень землеробського виробництва був досить високим для свого часу і став результатом впливу провінційно-римської культури з Подунав'я. Про це можна судити за набором сільськогосподарських знарядь, особливо знарядь для обробки ґрунту, збору та перероблення продуктів землеробства.
Відомі знахідки залізних частин ґрунтообробних знарядь — вузько-і широкомасштабні наральники, які були складовою частиною рала з полозом — знаряддя, здатного підрізати дернину і частково розламувати її. Це мало важливе значення для боротьби з кореневою системою трав'янистої рослинності, оборот пласта землі сприяв її розпушуванню та підвищенню врожайності. Рало з полозом стало основою винаходу плуга і було запозичене від гето-дакійських племен із дунайських провінцій Риму. Для обробки городніх культур застосовувалися мотики, які знайдені в Лепесівці на Волині, у Дар'ївці, в Причорномор'ї.
Більш частими є знахідки серпів — головного знаряддя черняхівців для збирання врожаю, а також кіс. Якщо перші мають давні традиції на території України, і застосовувалися ще з рубежу ери, то другі були запозичені у античного населення Північного Причорномор'я.
Для обробки зерна германці, як і решта населення, що входило до складу черняхівської культури, застосовували ротаційні жорна — ручні млини. Виготовлялися вони зі щільного вапняку і підвищували продуктивність праці приблизно в 3-4 рази в порівнянні з зернотертками. Такі знаряддя праці з'явилися в західній частині України у слов'ян-венедів ще у II ст. н. е. і були запозичені від гето-дакійців.
Палеоботанічні вишукування на кераміці вельбарської культури зафіксували традиційний для України асортимент вирощуваних готами злаків. Це просо, ячмінь туманний, пшениця карликова, овес, коноплі, горох.
На поселеннях вельбарської культури виявлені кісткові залишки домашніх тварин — великої та дрібної рогатої худоби (бик, корова, вівця, коза), свині, коні. Під впливом господарського устрою вельбарських племен Лісостепу, що переселилися в Північне Причорномор'я, тут в III—IV ст. різко збільшується відсоток свиней, особливо на пам'ятках, де відзначені яскраві вельбарські риси (Коблево).
Тваринництво у населення Північного Причорномор'я, в тому числі і готів, склалося, в основному, на базі господарського устрою місцевого скіфо-сарматського населення при сильному впливі античних традицій і впливу готів. У Лісостепу в основу тваринництва германців лягли традиції давньослов'янських племен.
Допоміжне місце в господарстві займало полювання, про що свідчать знахідки кісток оленя благородного, зайця, кабана, вовка, а також рибальство. Свідченням останнього є не тільки кістки риб, але і знахідки залізних риболовних гачків і гарпунів (Боратин, Хрінники).
Продуктивне сільське господарство дозволяло виробляти додатковий продукт, що, у свою чергу, дозволяло суспільству виділяти зі свого середовища людей, які професійно займаються тим чи іншим видом ремесла. Це сприяло процесу таких традиційних видів ремесла, як металообробка, гончарні ремесла, обробка кістки і шкір, дерева, каменю. Ці ремесла у черняхівських племен вийшли за межі общинних і стали виробляти продукцію на ринок.
Велике значення в житті германців мала торгівля. Про це свідчить численний античний і провінційно-римський імпорт, знайдений практично на всіх поселеннях черняхівської культури. Особливо багате імпортом Причорномор'я і Крим, трохи бідніші на нього вельбарські пам'ятки Волині. Для характеристики торговельних відносин Причорномор'я з Римом можна процитувати уривок з «Історії» Полібія:
|  | Для необхідних життєвих потреб навколишні країни Понту доставляють нам худобу і величезну кількість безперечно найкращих рабів, а за ... доставляють в достатку мед, віск і солону рибу. Отримують ж вони з продуктів, якими рясніють наші країни, масло і всякого роду вино; хлібом вони обмінюються з нами, то доставляючи його в разі потреби, то отримуючи... |

### Суспільство
Соціальна структура готського суспільства, що жило на території України, реконструюється за письмовими джерелами та археологічними матеріалами, отриманими при розкопках готських селищ і могильників на території північно-західної України.
Готські селища розташовані, як показує картографування, окремими територіальними групами, кожне з яких об'єднувало певну соціальну одиницю, очевидно, плем'я. Найбільш часто така група займає басейн невеликої річки або озера. Найбільш чіткими і помітними є скупчення селищ вельбарської культури у Волинській та Рівненській областях, в басейні Південного Бугу.
Поселення були невеликі. Вони налічували 3-5 садиб з господарськими будівлями поруч. Для прикладу наведемо опис одного з повністю досліджених поселень готів на Волині, у с. Городок (розкопки Д. Н. Козака). Довжина поселення становила 130 м, ширина 30 м. На цій площі, розміщеній на рівному майданчику тераси, знаходилося три окремих дворогосподарства, кожне з яких огороджувалось парканом. Відстань між дворами становила 20-30 м. Площа двору становила 400—500 кв.м. До складу господарства входило від двох до шести господарських споруд і трьох-семи ям-льохів.
Аналіз археологічного матеріалу, виявленого в кожній із садиб, показав, що їх жителі, окрім головного загального заняття — землеробства і присадибного тваринництва, спеціалізувалися на певному виді ремесла — ткацтві, обробці кістки, металообробці і ювелірній справі.
Таким чином, в поселенні жили три окремі сім'ї з власними будівлями, що становили житлово-господарський комплекс. Кожна сім'я вела самостійну господарську діяльність і розпоряджалася результатами своєї праці. Виходячи з величини поселення, кількості житлових будівель, розташованих в ньому, тісних господарських зв'язків між окремими родинами, що ілюструє диференціація ремісничої діяльності, можна припустити, що тут жила одна патріархальна сім'я, яка складалася з кількох окремих і самостійних в господарському відношенні малих сімей, однак з уже помітною майновою диференціацією. Аналогічна структура простежується і на інших поселеннях вельбарської культури Західної України, на черняхівських пам'ятках з вельбарськими елементами, у Північному Причорномор'ї. Так, у поселенні Загаї-II, також дослідженому повністю, на площі 2 тис. м² знаходилося чотири житлово-господарські комплекси, розташовані на рівних терасах схилу, на відстані 15-30 м. один від одного. На поселенні в с. Линів, на першій фазі його існування було два двори. Один з них об'єднував чотири житла, а другий складався з одного житла. У другій фазі тут було збудовано велике наземне житло площею 80 м² і напівземлянку. Дві групи жител, що належали двом патріархальним сім'ям, розділених значним простором, виявлено Д. Н. Козаком на поселенні Борат біля м. Луцька.
На підставі наведених даних можна припустити, що готи жили на території України, в основному, патріархальними родинами, кожна з яких займала окреме невелике поселення. Іноді в селищі жило дві, можливо і більше патріархальних сім'ї. Існували в кожному регіоні великі торгово-ремісничі центри, що налічували кілька десятків будинків. Соціальна структура цих центрів поки що не простежена. Можливо, це були сусідські громади. Такі селища виявлені в Лепесівці (Південна Волинь), Хрінниках (Рівненщина).
Патріархальна готська сім'я складалася з двох-чотирьох малих сімей, повністю самостійних у господарському відношенні. Кожна з таких патріархальних сімей була, очевидно, замкнутою економічною одиницею, що веде натуральне господарство.
Беручи до уваги загальноприйняту вченими для давніх громад кількість членів однієї малої сім'ї (5 осіб), отримуємо приблизний кількісний склад всієї патріархальної сім'ї. Вона складалася з 12-25 осіб. Наразі не вдалося простежити чітко, за археологічними даними, наступну за рівнем соціальну одиницю — рід. Якщо вона існувала в готському суспільстві, то повинна була складатися з декількох патріархальних сімей, які займали кілька поселень, розташованих поруч. Така картина простежується, наприклад, в окрузі с.Линів (Волинь), де на сонячних схилах одного урочища, яке простягається вздовж річки на кілька кілометрів, на відстані 0,5-1 км. виявлено три синхронних поселення вельбарської культури.
З більшою часткою ймовірності можна говорити, що простір у межах басейну річки або навколо озера займало більш широке соціальне об'єднання, ніж рід, очевидно, плем'я. Судячи з кількості поселень, виявлених в басейні р. Чорногузки (притока р.Стир), до складу такого об'єднання входило 18-25 патріархальних сімей, тобто воно налічувало від декількох сотень до тисячі людей.
Дані археології про соціальний устрій готського суспільства в Україні доповнюються письмовими джерелами. Їх аналіз показав, що основну масу готів становили вільні общинники (𐍆𐍂𐌴𐌹𐍃, freis), які проживали в селах (на поселеннях) (𐍅𐌴𐌹𐍃, weis). Вони брали участь у народних зборах і військових походах. У суспільстві було поширене патріархальне рабство. Раби складали важливу частину майна готів і займали головне місце серед військової здобичі. Однак серед вільних общинників античні джерела відрізняють простий народ і знатних людей. З числа останніх обиралися королі, керівники військових загонів, посли. Знатні люди були заручниками у переговорах. Однак, в окремий прошарок знать ще не виділилася. Існування майнової нерівності в готському суспільстві підтверджується лексичними джерелами. У біблії Вульфіли готськими термінами виражені такі поняття, як «найманий робітник», «бідняк», «просити милостиню», «борг-боржник», «відсотки», «заклад», «кредитор». Це означає, що у готів вже були бідні общинники, які займали гроші, продукти та майно, а також багаті, які кредитували їх під певні відсотки, тобто були боржники і кредитори. З біблії Вульфіли відомо і ряд понять, пов'язаних з розвиненою приватною власністю «крадіжка», «власність», «злодій».
Майновий добробут, достаток були адекватними соціальній значущості гота. Ряд письмових джерел свідчить, що незаможні розглядалися як люди, які не можуть грати велику роль у суспільному житті. Однак, ще у V ст. рядові вільні готи брали участь у народних зборах, складали основний контингент готського війська, були носіями норм права. Це означає, що майнова диференціація у готів не досягла вирішального значення ще в V ст. Такий стан суспільства підтверджується і даними археології, про що йшлося вище. Готи мали яскраво виражений племінний устрій. Кожне плем'я мало свої святині і священнослужителів. Письмові джерела часто згадують готських племінних старійшин. У готської біблії є слова «король», «вождь», «старійшина». Очевидно, саме вони очолювали племена. Античні автори називають вождів готських племен королями. Однак, як зазначає A.P. Корсунський, до однієї і тієї ж персони античні автори застосовують різні терміни, що може свідчити про відсутність чіткого розмежування між різними органами управління в суспільстві. В одних племенах ще могла зберігатися влада старійшин, а в інших вже утвердилася влада короля. На думку ряду дослідників готські королі могли тільки радити, а реальна влада в суспільстві належала племінній раді чи раді племінного союзу. У походах, в період війни військовий ватажок або король мали, очевидно, більше прав. Античні автори відрізняють серед воїнів народне ополчення і особливі загони воїнів, що входили в особисту охорону королів і вождів, належали до будинку вождя та отримували від нього зброю і коня, а також частину військової здобичі.
Війна, військові походи, до яких так прагнули готи, були важливим джерелом нагромадження багатств вождів і королів. Прагнення до наживи, до накопичення в своїх руках великої кількості коштовностей, що піднімали соціальний статус, штовхали готських ватажків і рядових общинників до воєн, грабунків, найманства. Римська адміністрація використовувала ці пориви готів і вербувала їх у свою армію, підкупами і винагородами легко переманювала на свій бік цілі загони на чолі з військовими вождями, племінними королями. Лише на території Волинської області можна виділити 3-4 племінні об'єднання, які, на чолі зі своїми вождями, брали участь у походах на Дунай і поверталися з великою військовою здобиччю. Про це свідчить серія величезних за цінністю скарбів, заритих у цьому регіоні готами на рубежі IV—V ст. (Лесківський, Борочицький, Брановський та ін.) Так, лише в Лесківському скарбі було 18 золотих і срібних предметів, у тому числі 7 золотих медальйонів. Цілком зрозуміло, що зосередити таку велику кількість золотих і срібних римських речей величезної цінності як у вище наведених скарбах, було під силу людині з високим соціальним статусом — військовому або племінному вождю, людині, що неодноразово побувала у військових походах на Подунав'я.
На жаль, нам не доступна інформація про світогляд готів через відсутність джерел. Відомо лише, що кожне з племен мало своє святилище і своїх богів, яким поклонялися і приносили жертви. Відомо також, що готи першими з племен, що проживали на території України, почали приймати християнство. Особливо широко воно поширилося у готів, які проживали в Криму.

## Мова
Готи були носіями готської мови, що належала до східногерманської групи індоєвропейської родини мов. Вона використовувала власну абетку, створену на основі грецької єпископом Ульфілою. З готської мови до української були запозичені слова: «князь», «меч», «хліб» тощо.
- бук (гот. 𐌱𐍉𐌺𐌰, латиніз. bōka)[11]
- буква (гот. 𐌱𐍉𐌺𐌰, латиніз. bōka, 𐌱𐍉𐌺𐍉𐍃, bōkōs)[11]
- броня (гот. 𐌱𐍂𐌿𐌽𐌾𐍉, латиніз. brunjó, давн-англ. brunnia, «нагрудник»)[11]
- хліб (гот. 𐌷𐌻𐌰𐌹𐍆𐍃, латиніз. hlaifs, давн.в-нім. *hlaiba, давн-англ. hlàf, англ. loaf)[11]
- князь (гот. 𐌺𐌿𐌽𐌹𐌲𐌲𐍃, латиніз. *kuniggs, давн.в-нім. *kuningaz, нім. König, давн-англ. cyning, англ. king)[11]
- лікар (гот. 𐌻𐌴𐌺𐌴𐌹𐍃, латиніз. lékeis), лікувати (гот. 𐌻𐌴𐌺𐌹𐌽𐍉𐌽, латиніз. lèkínōn)[11]
- церква (гот. *kyrikō, давн-англ. cirice, прагерманська мова: *kirikǭ)[11]

Невелика вибірка слів, узятих з готичної Біблії Ульфіли, Гутасаги з Готланда, сучасної шведської та сучасної англійської мов, щоб показати їх ранню близькість і подальший розвиток.
| Готська       | Гутнійська  | Шведська   | Англійська            |
| ------------- | ----------- | ---------- | --------------------- |
| Augis         | auge        | öga        | eye                   |
| Austr         | austr       | öst        | east                  |
| Bugjan        | bugja       | köpa       | buy                   |
| Athau         | etha        | eller      | or                    |
| Fidwortighuns | fiauratighi | fyrti      | forty                 |
| Gaurwjan      | gara, giara | göra       | do, cause («привод»)  |
| Haims         | haima       | hemma      | home                  |
| Weiks         | wika        | vecka      | week                  |
| Sunthra       | sunthr      | söder      | south                 |
| Riths         | reth(s)     | rätt       | right (закон, право)  |
| Hauhs         | haufs       | hög        | high                  |
| Ik            | iek         | jag        | I (1 особа однини)    |
| Thu           | thu         | du         | thou (2 особа однини) |
| Quam          | quam        | kom        | came                  |
| Withra        | withr       | vid        | against               |
| Smiths        | smithr      | smed       | smith                 |
| Niman         | nim         | berättelse | report, counsel       |

## Спадщина

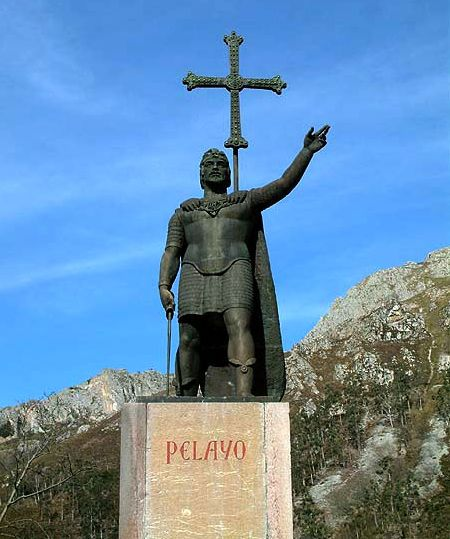
В Іспанії вестгот Пелайо, який заснував Королівство Астурія і розпочав Реконкісту в битві при Ковадонга, є національним героєм і вважається першим монархом країни.

Усний переказ, що розповідає про масову міграцію в напрямку південно-східної Європи, було записано жителями о. Готланд у творі Gutasaga. Якщо це дійсно пов'язано з племенами готів, то це буде унікальний випадок традиції, яка проіснувала більше тисячі років, що насправді передує більшості великих розколів в германській мовній сім'ї.
Готи стали в Швеції важливою частиною шведської національної ідеї — до XIX ст. шведи зазвичай вважалися прямими нащадками готів. Сьогодні шведські вчені називають це культурним рухом під назвою Gothicismus, в який увійшли ідеї давньоскандинавського героїчного епосу.
Починаючи з 1278, коли король Швеції Магнус III зійшов на трон, посилання на готів було включено в найменування короля Швеції: «Ми,… по благодаті Божій король шведів, готів і вендів» (1973 року, після смерті короля Густава VI Адольфа, назву була змінено на просто «король Швеції»).
У середньовічній та сучасній Іспанії традиційно вважалося, що іспанська знать має походження від вестготів, хоча на початку VII ст., етнічні відмінності між вестготами і іспано-римляни зникли, але визнання готського походження, наприклад, на надгробках, ще збереглися серед знаті, яка бачила себе як носія «готичної» свідомості та хранителя старих традицій, таких як германські імена, що збереглися в Іспанії і до сьогодні.
Іспанські та шведські претензії на походження від готів призвело до зіткнення під час собору в Базелі 1434 року: делегації, що мали брати участь в богословській дискусії повинні були розміститися відповідно до значущості країн, які вони представляють. Шведський єпископ, Nicolaus Ragvaldi стверджував, що шведи були нащадками великих готів, а народ Västergötland (Westrogothia на латинській мові) — це вестготи, народ Östergötland (Ostrogothia на латинській мові) — остготи. На це іспанська делегація відповіла, що тільки ледачі та безініціативні готи залишилися у Швеції, в той час як героїчна частина готів покинули Швецію, вторглася в Римську імперію і оселилася в Іспанії.
До спадщини готів намагався при'язатися і Третій Рейх. В часи Другої світової війни це призвело до популістського перейменування нацистами Гдині на Готтенхафен (Готську гавань) та ідеї перетворення Криму на німецьку колонію під назвою Готенланд.

## Історіографія
В силу різних політичних причин ( яких ? ) радянською історичною наукою замовчувалось існування готської держави  ( при цьому не всі дослідники визнають  присутність самих  готів в Україні взагалі, а не те що їхньої держави ) на півдні України, а їх пам'ятки були віднесені до поліетнічної черняхівської культури, яку було прийнято вважати праслов'янською, історичним попередником культури антів.

## Вшанування
У місті Дніпро є вулиця Готська.

## Інтернет-ресурси
- Готи На Території України.